# Segunda Liga de 2023–24
A Segunda Liga de 2023–24 (também conhecida como Liga Portugal 2 SABSEG  por motivos de patrocínio), foi a 34ª temporada da Segunda Liga, a segunda principal liga profissional da Liga de Clubes e a segunda temporada sob o atual título da Liga Portugal SABSEG. Esta foi a primeira temporada da Segunda Liga munida da tecnologia de Videoárbitro (VAR).
O Moreirense foi o atual campeão, tendo conquistado o seu 3º título da Segunda Liga na época anterior. União de Leiria, Belenenses e Vilaverdense juntaram-se como clubes promovidos da Liga 3 de 2022–23 substituindo B-SAD, Trofense e Covilhã, despromovidos à Liga 3 de 2023–24.

## Recorde de assistências da Liga
Foi nesta época que a Liga Portugal bateu o recorde de espectadores nos estádios dos últimos 12 anos de registos da Liga, com um crescimento de mais de 10% em relação à época transata. Os números totais da audiência acumulada foram de 3.707.290 e de 556.267 pessoas que perfaz uma média de assistências de 12.115 e de 1.818 espectadores na Primeira e Segunda Liga, respectivamente. É também a mais elevada dos últimos 33 anos e a única a ultrapassar a barreira dos 12 mil desde a temporada de 1990/91.
Este facto deve-se a iniciativa em conjunto da Liga com o Continente É Para Cartão de forma a levar as famílias de volta as estádios. O lema de nome O Futebol és Tu foi um sucesso já que nesta temporada muitos clubes históricos em ligas inferiores conseguiram ter médias muito superiores a vários clubes presentes na Primeira Liga.

## Equipas

### Mudanças
União de Leiria, Belenenses e Vilaverdense (todos eles promovidos após uma ausência de 10 anos) foram promovidos da Liga 3 de 2022–23 (terminando em primeiro, segundo e terceiro lugar, respetivamente), substituindo a B-SAD (nunca antes despromovida), o Trofense (despromovido após 2 anos) e o Covilhã (despromovido após 15 anos na Liga 2).
| Académico de Viseu AVS Belenenses Benfica B Feirense Vilaverdense Leixões Mafra Oliveirense Paços de Ferreira Penafiel Porto B Tondela Torreense União de LeiriaLocalização das equipas da Segunda Liga de 2023–24 (Continente) | Santa ClaraLocalização das equipas da Segunda Liga de 2023–24 (Açores) Marítimo NacionalLocalização das equipas da Segunda Liga de 2023–24 (Madeira) |

| Equipa             | Cidade               | Estádio                              | Capacidade | Classificação em 2022–23             |
| ------------------ | -------------------- | ------------------------------------ | ---------- | ------------------------------------ |
| Académico de Viseu | Viseu                | Estádio Municipal do Fontelo         | 6.912      | 4º                                   |
| AVS                | Vila das Aves        | Estádio do Clube Desportivo das Aves | 6.230      | 7º                                   |
| Belenenses         | Lisboa               | Estádio do Restelo                   | 19.856     | 2º na Liga 3 de 2022-23              |
| Benfica B          | Seixal               | Benfica Campus                       | 2.644      | 15º                                  |
| Feirense           | Santa Maria da Feira | Estádio Marcolino de Castro          | 5.401      | 8º                                   |
| Leixões            | Matosinhos           | Estádio do Mar                       | 9.821      | 12º                                  |
| Mafra              | Mafra                | Estádio Municipal de Mafra           | 1.257      | 6º                                   |
| Marítimo           | Funchal              | Estádio dos Barreiros                | 10.600     | 16º na Liga Portugal Bwin de 2022-23 |
| Nacional           | Funchal              | Estádio da Madeira                   | 5.200      | 14º                                  |
| Oliveirense        | Oliveira de Azeméis  | Estádio Carlos Osório                | 1.760      | 10º                                  |
| Paços de Ferreira  | Paços de Ferreira    | Estádio Capital do Móvel             | 9.076      | 17º na Liga Portugal Bwin de 2022-23 |
| Penafiel           | Penafiel             | Estádio Municipal 25 de Abril        | 5.230      | 13º                                  |
| Porto B            | Porto                | Estádio Luís Filipe de Menezes       | 3.800      | 5º                                   |
| Santa Clara        | Ponta Delgada        | Estádio de São Miguel                | 12.500     | 18º na Liga Portugal Bwin de 2022-23 |
| Tondela            | Tondela              | Estádio João Cardoso                 | 5.000      | 11º                                  |
| Torreense          | Torres Vedras        | Estádio Manuel Marques               | 2.431      | 9º                                   |
| União de Leiria    | Leiria               | Estádio Dr. Magalhães Pessoa         | 23.888     | 1º na Liga 3 de 2022-23              |
| Vilaverdense       | Vila Verde           | Campo da Cruz do Reguengo            | 1.000      | 3º na Liga 3 de 2022-23              |

## Número de equipas por Associação de Futebol
| Posição | Associação de Futebol | Número de equipas | Equipas                                             |
| ------- | --------------------- | ----------------- | --------------------------------------------------- |
| 1       | AF Porto              | 5                 | AVS, Leixões, Paços de Ferreira, Penafiel e Porto B |
| 2       | AF Lisboa             | 4                 | Belenenses, Benfica B, Mafra e Torreense            |
| 3       | AF Aveiro             | 2                 | Feirense e Oliveirense                              |
| 3       | AF Madeira            | 2                 | Marítimo e Nacional                                 |
| 3       | AF Viseu              | 2                 | Académico de Viseu e Tondela                        |
| 6       | AF Braga              | 1                 | Vilaverdense                                        |
| 6       | AF Leiria             | 1                 | União de Leiria                                     |
| 6       | AF Ponta Delgada      | 1                 | Santa Clara                                         |

## Tabela classificativa
| Pos | Equipe             | Pts | J  | V  | E  | D  | GP | GC | SG  | Classificação ou descenso                      |
| --- | ------------------ | --- | -- | -- | -- | -- | -- | -- | --- | ---------------------------------------------- |
| 1   | Santa Clara (C, P) | 73  | 34 | 21 | 10 | 3  | 48 | 19 | +29 | Promoção à Primeira Liga de 2024–25            |
| 2   | Nacional (P)       | 71  | 34 | 21 | 8  | 5  | 66 | 35 | +31 | Promoção à Primeira Liga de 2024–25            |
| 3   | AVS (P)            | 64  | 34 | 20 | 4  | 10 | 50 | 34 | +16 | Playoff de promoção à Primeira Liga de 2024–25 |
| 4   | Marítimo           | 64  | 34 | 18 | 10 | 6  | 52 | 29 | +23 |                                                |
| 5   | Paços de Ferreira  | 52  | 34 | 14 | 10 | 10 | 42 | 35 | +7  |                                                |
| 6   | Tondela            | 49  | 34 | 12 | 13 | 9  | 46 | 43 | +3  |                                                |
| 7   | Torreense          | 48  | 34 | 13 | 9  | 12 | 40 | 37 | +3  |                                                |
| 8   | Benfica B          | 45  | 34 | 12 | 9  | 13 | 48 | 48 | 0   |                                                |
| 9   | Mafra              | 44  | 34 | 11 | 11 | 12 | 40 | 42 | −2  |                                                |
| 10  | Porto B            | 44  | 34 | 12 | 8  | 14 | 51 | 51 | 0   |                                                |
| 11  | Académico de Viseu | 43  | 34 | 9  | 16 | 9  | 36 | 38 | −2  |                                                |
| 12  | União de Leiria    | 42  | 34 | 11 | 9  | 14 | 44 | 40 | +4  |                                                |
| 13  | Penafiel           | 39  | 34 | 11 | 6  | 17 | 31 | 39 | −8  |                                                |
| 14  | Leixões            | 37  | 34 | 7  | 16 | 11 | 29 | 38 | −9  |                                                |
| 15  | Oliveirense        | 34  | 34 | 8  | 10 | 16 | 37 | 54 | −17 |                                                |
| 16  | Feirense           | 31  | 34 | 8  | 7  | 19 | 31 | 49 | −18 | Playoff de despromoção à Liga 3 de 2024–25     |
| 17  | Vilaverdense (R)   | 28  | 34 | 8  | 4  | 22 | 30 | 59 | −29 | Despromoção à Liga 3 de 2024–25                |
| 18  | Belenenses (R)     | 26  | 34 | 6  | 8  | 20 | 28 | 59 | −31 | Despromoção à Liga 3 de 2024–25                |

O  3º classificado disputará um playoff com o  16º classificado da Primeira Liga de 2023–24 a duas mãos, para decidir a última equipa a participar na Primeira Liga de 2024–25.

## Playoff manutenção/despromoção
O  16º classificado disputará um playoff com o 3º classificado da Liga 3 de 2023–24 a duas mãos, para decidir a última equipa a participar na Segunda Liga de 2024–25.

### Primeira mão
| 26 maio 2024 | Lusitânia Lourosa | 1 – 0 | Feirense | Estádio do Lusitânia de Lourosa FC, Lourosa |
| 11:00 UTC+1  | Jefferson Nem 70' |       |          | Árbitro: Artur Soares Dias                  |

### Segunda mão
| 2 junho 2024 | Feirense                                               | 3 – 0 | Lusitânia Lourosa | Estádio Marcolino de Castro, Santa Maria da Feira |
| 17:00 UTC+1  | Sérgio Conceição 15' 82' (pen.) · Henrique Martins 89' |       |                   | Árbitro: Nuno Almeida                             |

Feirense venceu a eliminatória por 3–1.